# Coreoidea
Coreoidea (лат.) — надсемейство полужесткокрылых из подотряда клопов, насчитывающее около 2 250 видов, из которых свыше 1 800 относятся к космополитному семейству Coreidae. Встречаются повсеместно. В ископаемом состоянии описывались из отложений позднего триаса, однако древнейшие достоверные находки надсемейства происходят из мелового ливанского янтаря.

## Систематика
Семейства:
- Alydidae Amyot & Serville, 1843 — алидиды
- Coreidae Leach, 1815 — краевики — 1 800 видов
- Hyocephalidae Bergroth, 1906
- Rhopalidae Amyot & Serville, 1843 — булавники
- Stenocephalidae 1852 — узкоглавы — населяют тропики и субтропики Африки, Азии и Африки.
- † Trisegmentatidae Zhang, Sun & Zhang, 1994
- † Yuripopovinidae Azar, Nel, Engel, Garrouste & Matocq, 2011
  - Yuripopovina magnifica